# Super Hexagon
Super Hexagon es un videojuego independiente creado por  Terry Cavanagh disponible para Windows, Mac, Linux, iOS, Android y BlackBerry 10.
En el desarrollo de este videojuego participan tan solo tres personas, Jenn Frank quien pone la voz del videojuego, la compositora de la música Chipzel y el propio creador  Terry Cavanagh. En principio lanzado para iOS en 2012. Las versiones de Windows y OS X no vieron la luz hasta tres meses más tarde, y Android, BlackBerry y Linux hasta comienzos de 2013.
Este videojuego es uno más complejo del simple Hexagon, un videojuego de navegador que encontró cierto éxito entre 2011 y 2012.

## Desarrollo
Todo comenzó con el videojuego de navegador Hexagon. Tras ver una buena recepción y un gran potencial en ese proyecto,  Terry Cavanagh decidió expandir las posibilidades y esta vez en vez de lanzarlo en forma de juego de navegador, lo lanzaría en Steam (Windows y OS X), y dispositivos móviles. El creador puso especial empeño en este videojuego y pronto se convertiría en uno de sus juegos más famosos y más reconocidos por la crítica.

### Música
En el primer videojuego, que en principio fue un juego de navegador,  Terry Cavanagh ya uso la canción "Courtesy" de Chipzel. Para crear su juego  Super Hexagon  buscó de nuevo a Chipzel y esta artista, encantada creó "chiptune", una banda sonora que acabaría saliendo a la luz comoSuper Hexagon EP. La banda sonora incluyó el primer tema ya usado "Courtesy", al igual que "Focus" que ya formaba parte del antiguo álbum de Chipzel Phonetic Symphony. Además se añadió la canción "Otis". Cada canción corresponde a un nivel en el videojuego: "Courtesy" era la canción del nivel "Hexagon", "Otis" la canción del nivel "Hexagoner", y "Focus" en el nivel de "Hexagonest". Cada vez que una de las paredes te toca y por lo tanto tienes que volver a empezar un nivel, la música siempre vuelve a empezar desde un punto aleatorio de modo que así los jugadores no tengan la sensación de que tienen que volver a empezar de cero cada vez que fallan.
Más tarde en 2015 el EP fue lanzado en forma de vinilo hexagonal.
Toda la música compuesta por Chipzel. 
| Super Hexagon EP |            |        |          |  |
| N.º              | Título     | Música | Duración |  |
| 1.               | «Courtesy» |        | 3:13     |  |
| 2.               | «Otis»     |        | 2:36     |  |
| 3.               | «Focus»    |        | 2:42     |  |

## Modo de juego
El juego consiste en mover un triángulo el cual rota alrededor de un hexágono. La dificultad aparece cuando seis muros (uno por cada lado del hexágono) se empiezan a acercar al triángulo y el jugador debe ir esquivándolos. Tanto la música como el orden en el que aparecen estos muros es aleatorio, sin embargo cada nivel tiene su propia música y además si consigues pasarte uno de los seis niveles, para ello deberás aguantar 60 segundos (10 segundos por cada lado del hexágono), entrarás en el modo "hyper" de dicho nivel, aumentando la velocidad a la que las paredes se acercan al triángulo, cambiando los colores e incluso, en algunas ocasiones, la perspectiva de la pantalla.
Cada nivel tiene su propio cronómetro y por lo tanto en cada nivel puedes tener un récord diferente, de este modo podemos comparar nuestro tiempo con el de nuestros amigos o directamente con todos los jugadores que hayan jugado alguna vez, de modo que aparecerás en una lista con un número el cual te dirá que número del mundo eres en dicho nivel. Además cuenta con un modo para hacer una pequeña competición rápida entre amigos.
Si conseguimos aguantar 60 segundos en el último nivel el videojuego nos obligará a perder para mostrarnos el final del juego, el cual te muestra todo el recorrido que has ido haciendo en el videojuego para poder llegar a ese punto a modo de "marcha atrás".

## Recepción
En general la recepción del público fue bastante buena, sobre todo por la aceptación que ya había tenido el primer Hexagon de navegador y gracias a los innumerables vídeos que tanto lo popularizaron en YouTube. Poco a poco se ha ganado el aprecio de algunos jugadores apasionados por los juegos indie o por los juegos difíciles, dándole por ejemplo en Steam la máxima nota posible, "Extremadamente positivos".
Por parte de la crítica también tuvo una gran aceptación:
Destructoid lo calificó con un 10/10, Metacritic lo calificó con un 88/100 en su versión de PC y con un 86/100 para su versión de iOS, 9/10 fue la nota de "PC Gamer", 9/10 la página "EDGE" y 9/10 la página IGN.

### Premios
El juego recibió el premio de "Mejor juego de 2012" para iOS, además de ser finalista en el Festival de Videojuegos Independientes en 2013.